# ماری ۲
ماری ۲ (به تامیلی: Maari 2) فیلمی محصول سال ۲۰۱۸ و به کارگردانی بالاراج موهان است. در این فیلم بازیگرانی همچون دنوش، کریشنا، تووینو توماس، سای پالاوی، وارالاکسمی ساراتکومار، ویدیا پرادیپ ایفای نقش کرده‌اند.
این فیلم دنباله فیلم ماری است.